# Lucerna
Lucerna (in tedesco Luzern ; in francese Lucerne; in romancio Lucerna ) è un comune svizzero di 83840 abitanti del Canton Lucerna, nel distretto di Lucerna Città; ha il titolo di città ed è la capitale del cantone e il capoluogo del distretto. È la città più popolata della Svizzera centrale, punto nodale per i trasporti, le telecomunicazioni, l'istruzione, la cultura e il governo della regione.

## Geografia fisica

### Territorio
Lucerna sorge sulla sponda nordoccidentale del lago dei Quattro Cantoni (chiamato anche "lago di Lucerna") ed è attraversata dal fiume Reuss, emissario del lago, che separa la città in due zone. Il territorio comunale si estende per 29,10 km²; includendo i laghi il totale dell'area arriva a 37,40 km². Della zona non coperta dai laghi, il 47,4% sono insediamenti, il 28,0% aree agricole, il 22,3% forestali e il 2,1% non produttive.

### Clima
Secondo la classificazione dei climi di Köppen Lucerna rientra nella zona Cfb (zona temperata con estate umida, temperatura media del mese più caldo inferiore a 22 °C e almeno 4 mesi sopra 10 °C); ha una media di 138,1 giorni di pioggia all'anno e in media riceve 1 123 mm di precipitazioni. Il mese più piovoso è agosto, durante il quale Lucerna riceve una media di 145 mm di pioggia ripartiti su 14,2 giorni; il più asciutto è febbraio, con una media di 65 mm di precipitazioni su 10,2 giorni. La stazione meteorologica si trova a 454 m s.l.m.
| Lucerna             | Mesi | Mesi | Mesi | Mesi | Mesi | Mesi | Mesi | Mesi | Mesi | Mesi | Mesi | Mesi | Stagioni | Stagioni | Stagioni | Stagioni | Anno  |
| Lucerna             | Gen  | Feb  | Mar  | Apr  | Mag  | Giu  | Lug  | Ago  | Set  | Ott  | Nov  | Dic  | Inv      | Pri      | Est      | Aut      | Anno  |
| ------------------- | ---- | ---- | ---- | ---- | ---- | ---- | ---- | ---- | ---- | ---- | ---- | ---- | -------- | -------- | -------- | -------- | ----- |
| T. max. media (°C)  | 2,8  | 4,8  | 9,0  | 13,2 | 17,5 | 20,9 | 23,3 | 22,3 | 19,1 | 13,8 | 7,9  | 4,1  | 3,9      | 13,2     | 22,2     | 13,6     | 13,2  |
| T. min. media (°C)  | −2,4 | −1,3 | 1,0  | 4,1  | 8,0  | 11,2 | 13,3 | 12,8 | 10,4 | 6,4  | 1,7  | −1,2 | −1,6     | 4,4      | 12,4     | 6,2      | 5,3   |
| Precipitazioni (mm) | 66   | 65   | 66   | 93   | 111  | 144  | 127  | 145  | 95   | 66   | 80   | 65   | 196      | 270      | 416      | 241      | 1 123 |

## Storia

### Età medievale
Dopo la caduta dell'Impero romano d'Occidente, a partire dal VI secolo, gli alemanni estesero la loro influenza su questa area. Intorno al 750 venne fondato il monastero benedettino di San Leodegario, che venne poi acquisito dall'abbazia di Murbach in Alsazia nella metà del IX secolo, e da questo periodo l'area venne chiamata Luciaria. La città ottenne l'indipendenza dalla giurisdizione dell'abbazia di Murbach nella prima metà del XIII secolo e guadagnò importanza per la sua posizione strategica per il passaggio delle crescenti attività commerciali attraverso il passo del San Gottardo. Dalla fine del XIII secolo Lucerna diventò una città di discrete dimensioni e autosufficiente con circa 3 000 abitanti, ma la popolazione cittadina fu poi quasi dimezzata (ridotta del 40%) a causa della peste nera e di diverse guerre intorno al 1350.

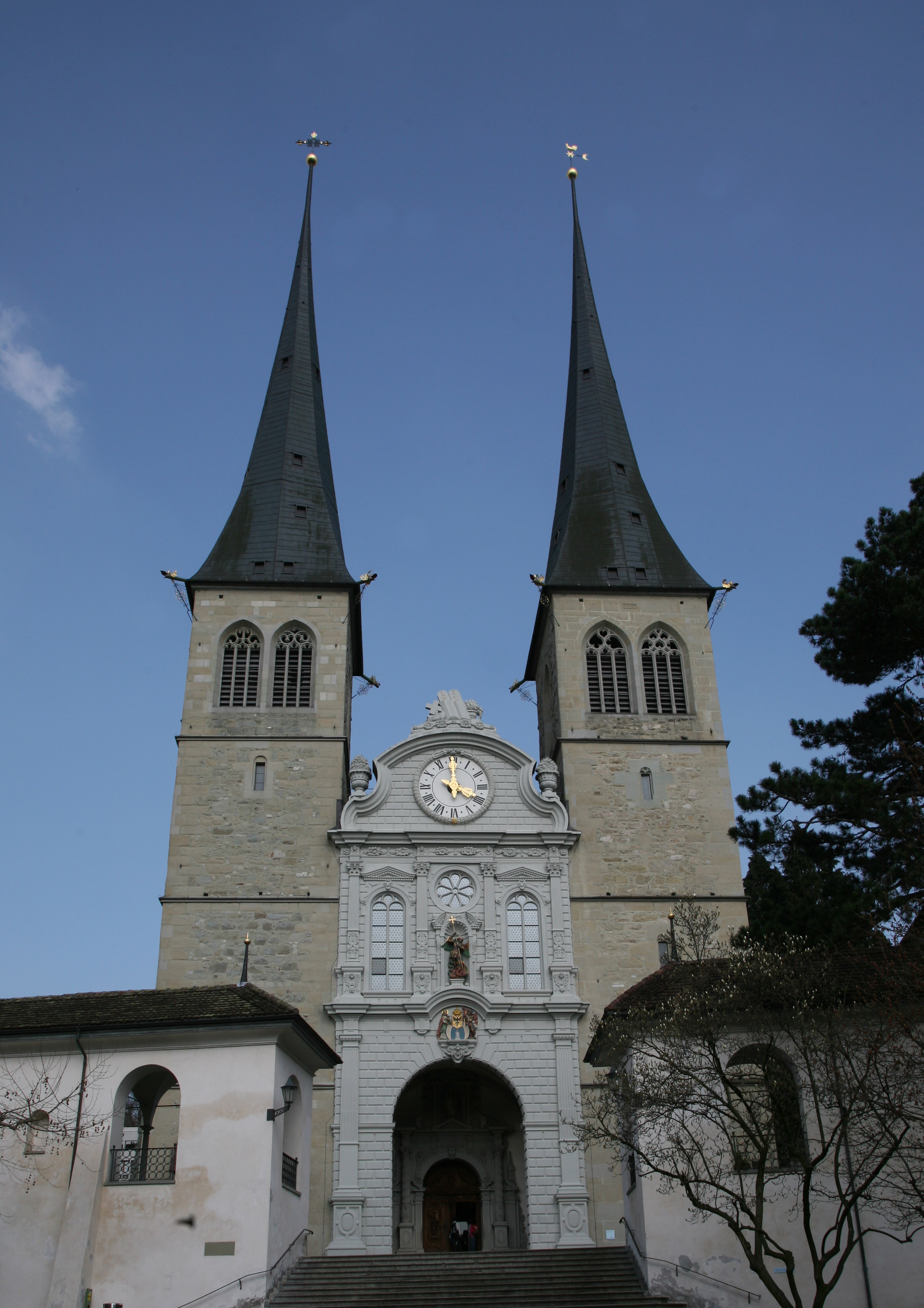
La chiesa di San Leodegario in Corte (Hofkirche)

Nel 1291 Rodolfo I d'Asburgo acquistò l'autorità sul monastero di San Leodegario e sulle sue terre, inclusa Lucerna, ma gli abitanti non apprezzarono l'aumento dell'influenza degli Asburgo e Lucerna si alleò con i territori vicini per cercare l'indipendenza dal dominio asburgico. Nel 1332 il Canton Lucerna entrò a far parte della Vecchia Confederazione svizzera (Eidgenossenschaft): fu il quarto cantone svizzero dopo Uri, Svitto e Untervaldo. Successivamente le città di Zurigo, Zugo e Berna si unirono all'alleanza e grazie all'unione di queste città il dominio asburgico su queste aree finì definitivamente nel 1386 con la battaglia di Sempach.
Per la città di Lucerna questa vittoria avviò un'era di espansione. La città, in pochissimo tempo, si diede molti permessi, diritti che erano stati negati fino ad allora dagli Asburgo; da allora i confini di Lucerna rimasero approssimativamente quelli di oggi. Nel 1415 Lucerna guadagnò l'immediatezza imperiale (Reichsfreiheit) dall'imperatore Sigismondo e divenne un importante membro della Confederazione; la città sviluppò le sue infrastrutture, alzò le tasse, e nominò i propri ufficiali locali. Nel 1419 i registri della città riportano la prima caccia alle streghe contro una persona di sesso maschile.

### Età moderna
Fra le città in espansione della Confederazione, Lucerna fu particolarmente popolare nell'attrarre nuovi residenti ma la sua popolazione rimase sostanzialmente stabile tra il XIV e il XVIII secolo, contando circa 4 000 abitanti. Dopo il 1520, quando la Confederazione si spaccò durante la Riforma protestante, Lucerna rimase cattolica e nel 1531, dopo la vittoria dei cattolici contro i protestanti nella seconda guerra di Kappel (Zweiter Kappelerkrieg), le città cattoliche assunsero l'egemonia nella Confederazione.

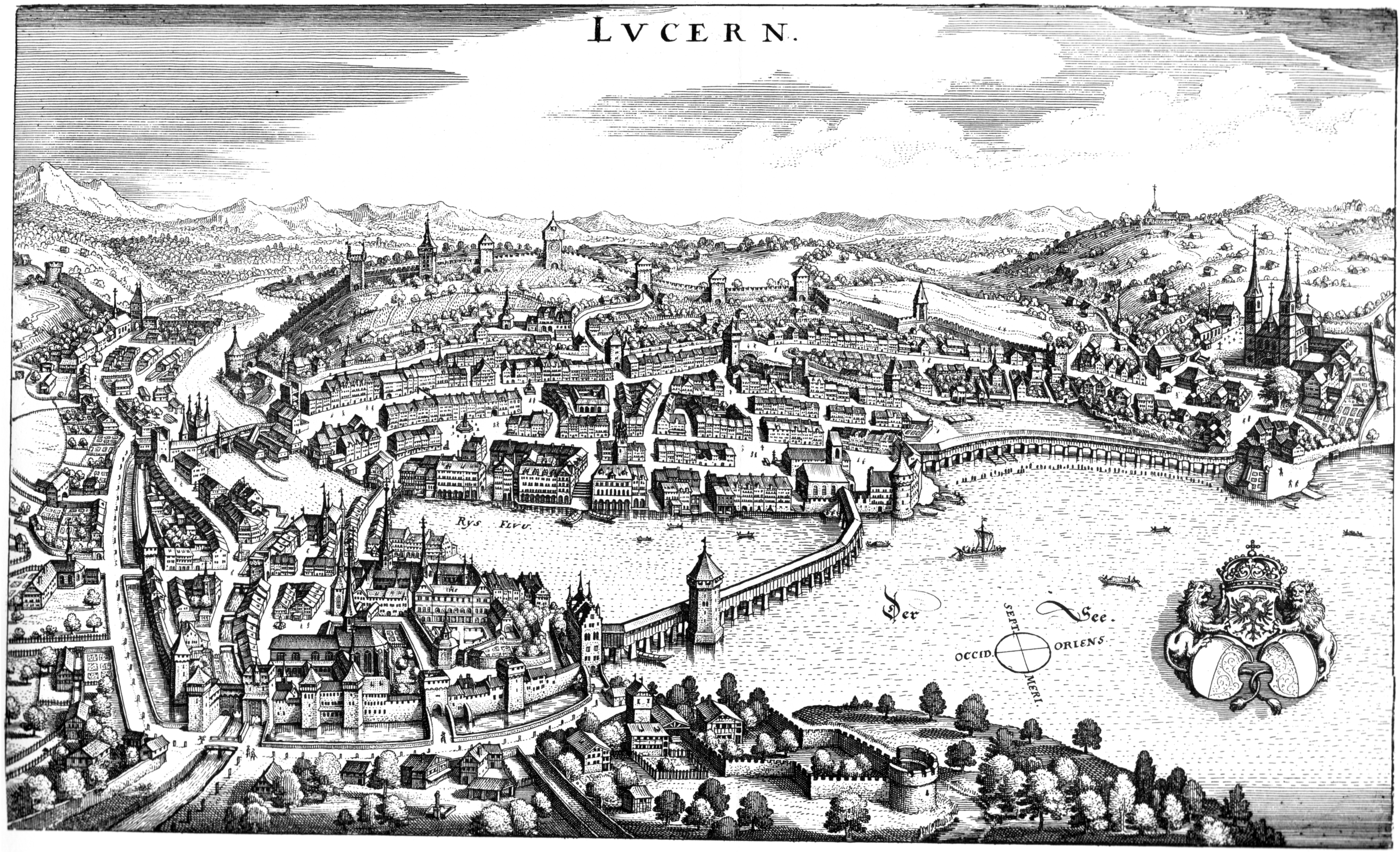
Lucerna nel 1642

Nel XVII secolo Lucerna venne coinvolta nella guerra dei contadini (Schweizer Bauernkrieg, 1653); nel XVIII secolo le città protestanti, capeggiate da Zurigo e Berna, sconfissero i cattolici nella seconda guerra di Villmerg (Villmergerkriege, 1712) e Lucerna perse la posizione di primo piano nella Confederazione.

### Età contemporanea

La stazione di Lucerna a inizio XX secolo

Il periodo della Repubblica Elvetica (1798-1803), istituita in seguito all'invasione della Svizzera da parte della Francia rivoluzionaria, diede avvio a Lucerna a uno sviluppo economico, sociale e demografico; la rivoluzione industriale tuttavia interessò Lucerna tardivamente e nel 1860 solo l'1,7% della popolazione lavorava nell'industria, il che rappresentava circa un quarto del tasso nazionale in quel periodo. L'agricoltura, che impiegava il 40% dei lavoratori, era la fonte principale di economia nel cantone. Tuttavia l'industria fu attratta verso la città dalle aree intorno a Lucerna: dal 1850 al 1913 la popolazione quadruplicò e il flusso di nuovi insediamenti aumentò. Nel 1856 fu inaugurata la ferrovia Olten-Lucerna, attraverso la quale la città fu collegata verso nord con Basilea, Zugo e Zurigo (1846), e nel 1897 la ferrovia Lucerna-Immensee, connessa verso sud alla ferrovia del Gottardo.
Il 17 giugno 2007, attraverso un referendum simultaneo, gli elettori di Lucerna e dell'adiacente Littau concordarono la fusione delle due città, entrata in vigore il 1º gennaio 2010. La nuova città, che mantenne il nome "Lucerna", aveva all'epoca una popolazione di circa 75 000 abitanti, il che la rese la settima città più grande della Svizzera; uno studio successivo ipotizzò che i risultati di quel referendum avrebbero potuto preparare la strada per negoziati con altre città vicine allo scopo di creare una grande città-regione unificata.

## Monumenti e luoghi d'interesse

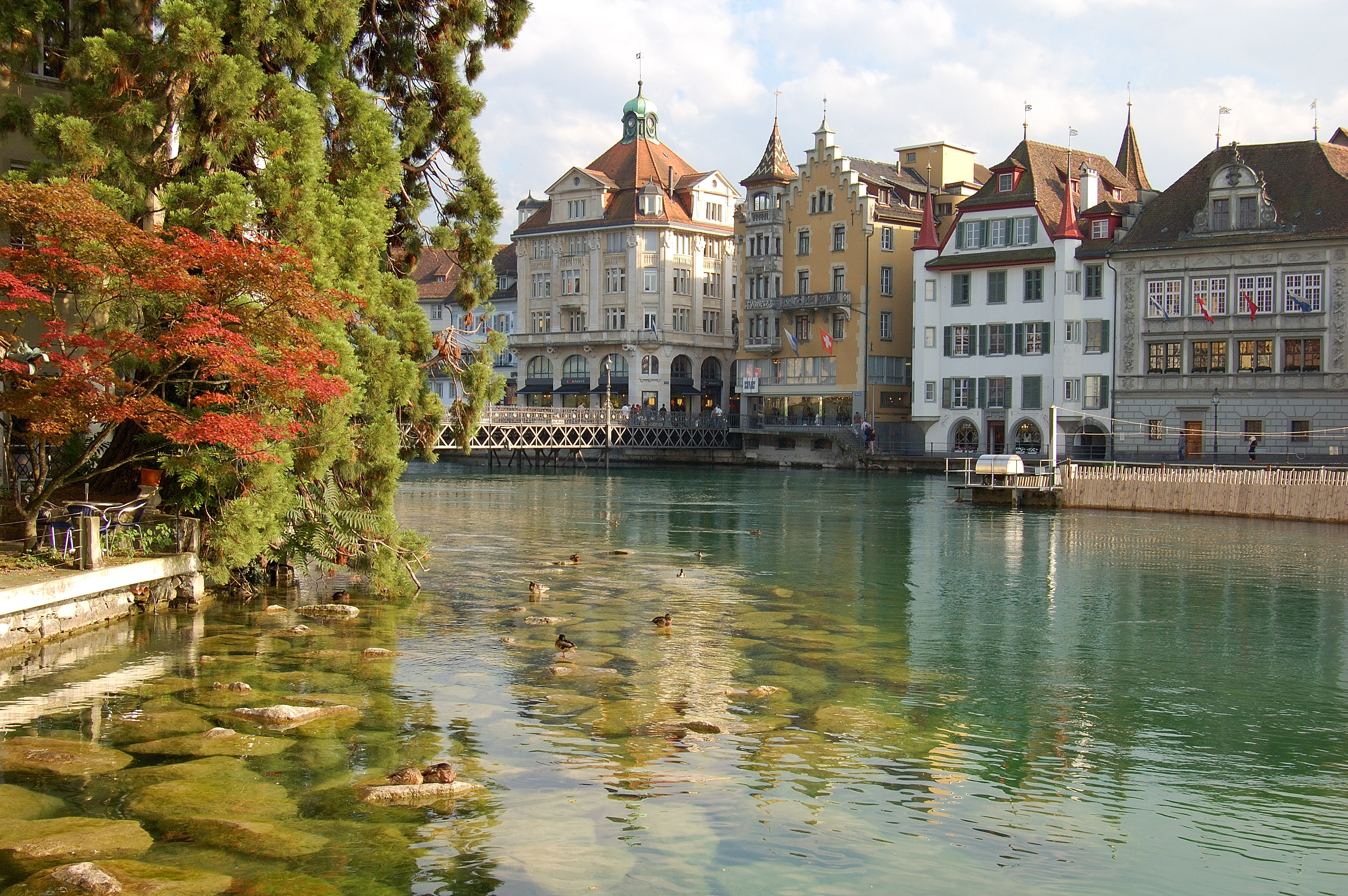
La Reuss nel centro storico di Lucerna

La città si è sviluppata a cavallo del fiume Reuss, nel punto in cui defluisce dal lago dei Quattro Cantoni. La maggior parte degli edifici monumentali sorge lungo le rive del fiume e il centro storico di Lucerna è situato sulla riva settentrionale del corso d'acqua (sponda destra), benché anche quella meridionale presenti alcuni luoghi di interesse storico e turistico.

### Architetture religiose
- Chiesa di San Leodegario in Corte (Hofkirche Sankt Leodegar im Hof), eretta nell'VIII secolo come chiesa conventuale del monastero di San Leodegario e ricostruita nel 1633-1644 in stile barocco, con torri romaniche superstiti[3][5];
- Chiesa dei Francescani (Franziskanerkirche St. Maria in der Au), eretta nel 1269[3];
- Chiesa dei Gesuiti (Jesuitenkirche St. Franz Xaver), eretta nel 1666-1677[3];
- Chiesa riformata di San Matteo, eretta nel 1861[3];
- Chiesa cattolica cristiana di Cristo sulla Musegg, eretta nel 1892[3];
- Sinagoga, eretta nel 1912[3].

### Architetture civili

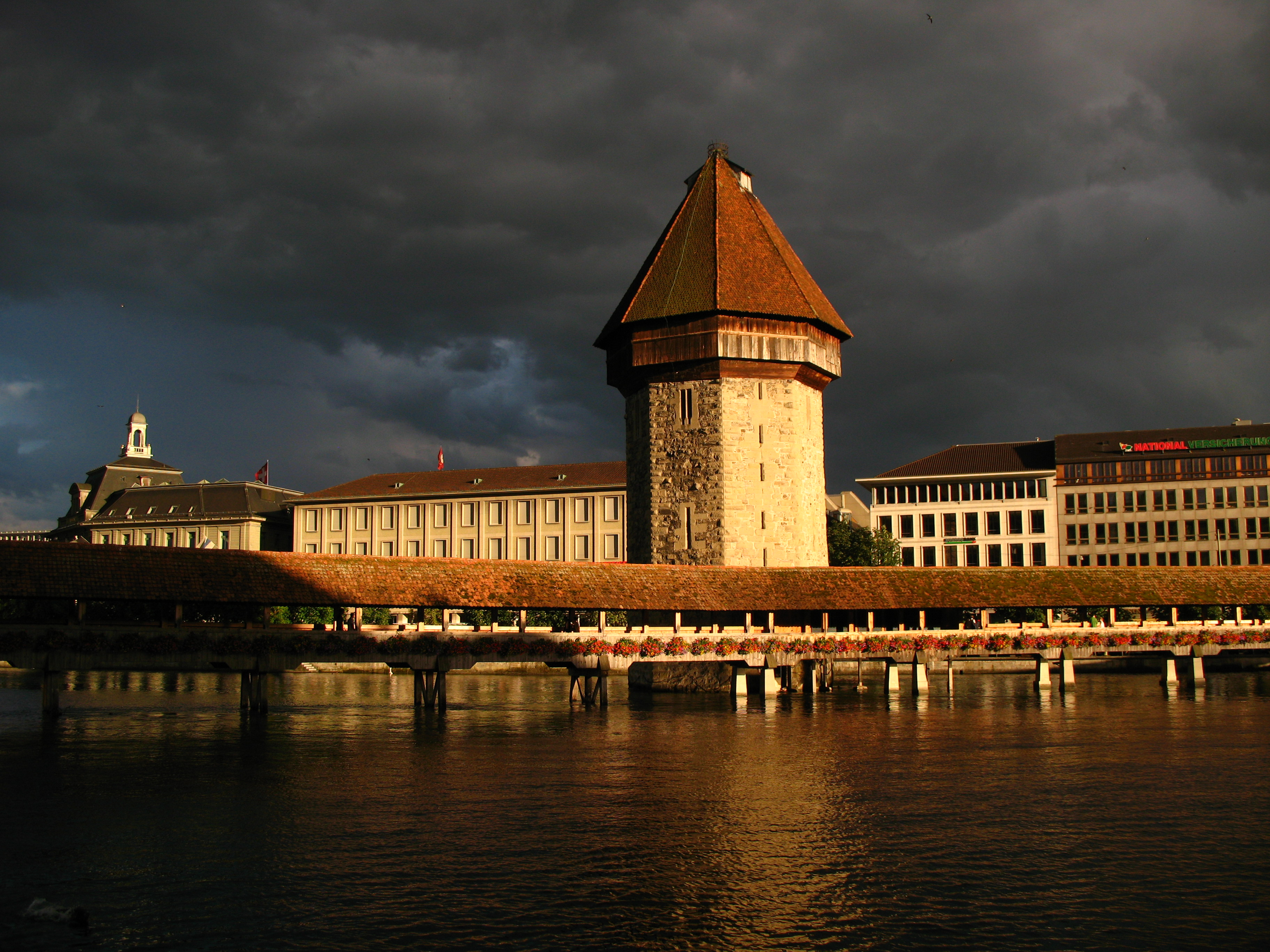
Il Kapellbrücke e la Wasserturm

- Kapellbrücke ("Ponte della cappella"), costruito in legno nel 1333 e parzialmente ricostruito nel 1993 dopo un incendio, collegato alla Wasserturm[3];
- Spreuerbrücke ("Ponte della Pula"), costruito in legno tra il XIII secolo[3] e il 1408, con cappella aggiunta del 1586 e ciclo pittorico di Kaspar Meglinger del 1626-1635[14];
- Palazzo Ritter (già Collegio dei gesuiti), costruito nel 1556-1578[3];
- Altes Rathaus ("Vecchio municipio"), costruito fra il 1599 e il 1606, che unisce lo stile Gotico tedesco al gusto rinascimentale italiano;
- Case a graticcio del centro storico con facciate dipinte[senza fonte];
- Centro culturale e congressuale di Lucerna (Kultur- und Kongresszentrum Luzern, KKL), costruito da Jean Nouvel nel 1998-2000[15];
- Stazione ferroviaria, costruita nel 1859 e ricostruita nel 1896 e nel 1984-1991[3] da, tra gli altri, Santiago Calatrava.

### Architetture militari
- Wasserturm ("Torre dell'acqua"), torre ottagonale costruita nel XIII secolo e collegata al Kapellbrücke[3];
- Museggmauer ("Muro della Musegg"), tratto di cinta muraria costruito nel XIV-XV secolo[3].

### Altro
- Leone di Lucerna (Löwendenkmal), scultura colossale di Bertel Thorvaldsen del 1820-1821.

## Società

### Evoluzione demografica
L'evoluzione demografica è riportata nella seguente tabella:
Abitanti censiti

Al 31 dicembre 2013 la distribuzione della popolazione di Lucerna per fasce di età era: 0-19 anni 15,7%, 20-39 anni 32,8%, 40-64 anni 32,1%, 65-79 anni 13,1%, 80-89 anni 5,2%, oltre 90 anni 1,1%.

### Etnie e minoranze straniere
Nel 2022 il 24,41% della popolazione era costituito da stranieri.

### Lingue e dialetti
Nel 2000 la maggior parte della popolazione parlava tedesco (84,5%), l'italiano era la seconda lingua più parlata (2,7%) e il serbo-croato era la terza lingua (2,5%).

### Religione
Nel 1850 il 96,9% della popolazione era cattolica, nel 1900 l'81,9% e nel 1950 il 72,3%. Nel censimento del 2000, nella città di Lucerna l'appartenenza religiosa risultava: 35 682 (60%) cattolici, 9 227 (15,5%) protestanti, 1 979 (3,33%) altri cristiani, 196 ebrei (0,33%), 1 824 (3,07%) musulmani; dei rimanenti, 1 073 (1,8%) appartengono a un'altra religione, 6 310 (10,61%) non appartengono a nessuna religione organizzata e 3 205 (5,39%) non hanno risposto al quesito.

### Tradizioni e folclore
Tra i personaggi del folclore lucernese vi è il cacciatore infernale Türst, nelle leggende locali accompagnato dalla moglie Sträggeli, una strega, e da cani a tre zampe.

## Cultura

### Istruzione
A Lucerna hanno sede l'Università di Lucerna e l'istituto tecnico universitario Hochschule Luzern. A Lucerna il 73,6% della popolazione tra i 25-64 anni ha completato gli studi secondari superiori non obbligatori o più elevati, come l'università o una scuola di specializzazione (Fachhochschule).

### Musei

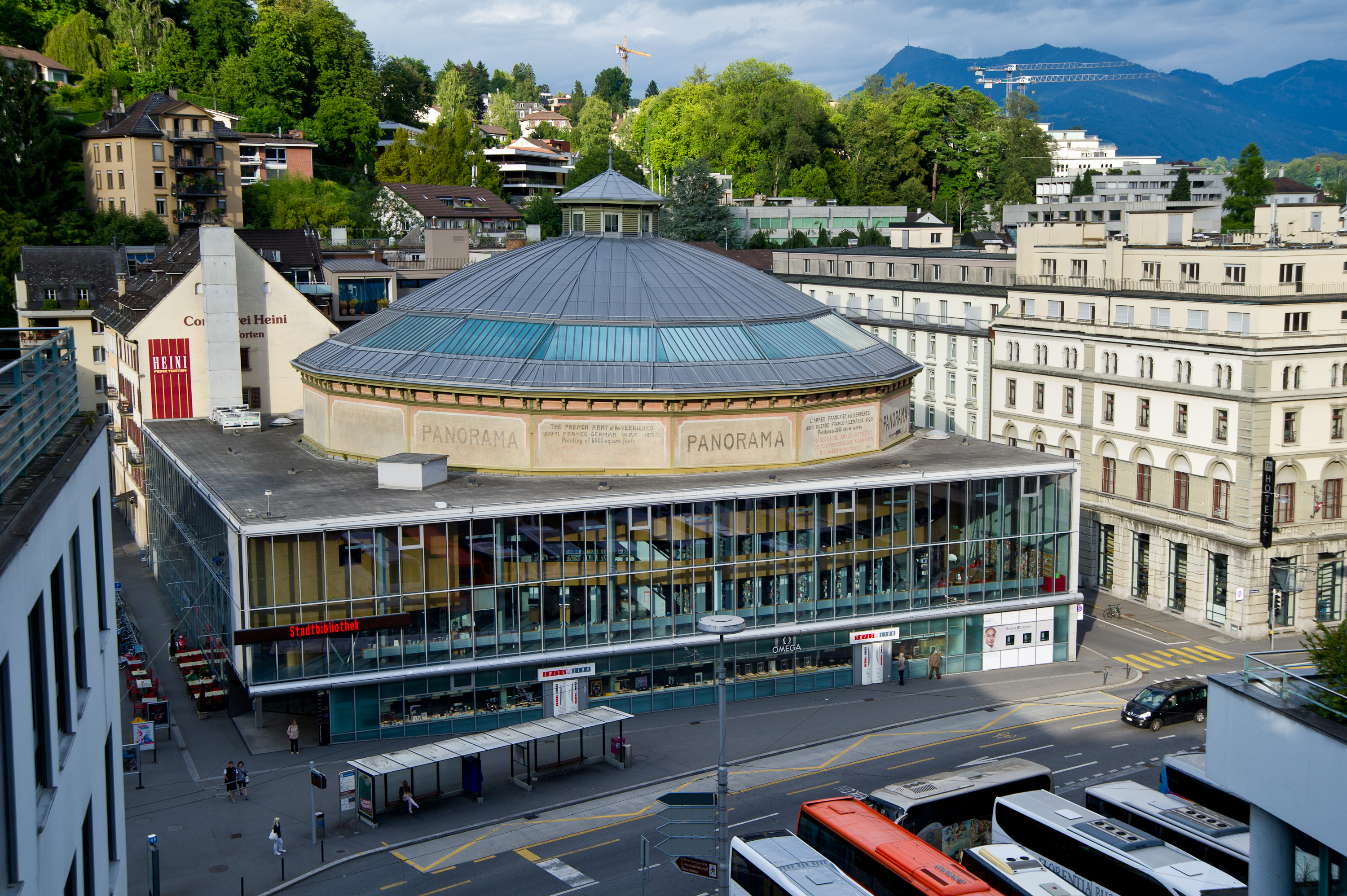
Il Bourbaki Panorama

- Museo svizzero dei trasporti (Verkehrshaus der Schweiz), aperto nel 1959[19];
- Bourbaki Panorama, edificio panoramico con un grande dipinto a 360º del mondo realizzato da Edouard Castres (1881) e centro culturale[20];
- Museo Richard Wagner (Richard Wagner Museum) in località Tribschen, residenza del compositore Richard Wagner con una raccolta di strumenti musicali; si affaccia sul Lago dei Quattro Cantoni ed è teatro di eventi musicali e poetici[21];
- Museo Collezione Rosengart (Museum Sammlung Rosengart), con opere di Pablo Picasso e Paul Klee[22];
- Museo d'arte (Kunstmuseum), ospitato nel Centro culturale e congressuale[23];
- Alpineum, museo con diorama delle Alpi[24];
- Gletschergarten ("giardino del ghiacciaio"), ricostruzione del territorio di Lucerna 20 000 anni fa durante l'era glaciale e 20 milioni d'anni fa con un clima subtropicale[25].

### Arte e teatro

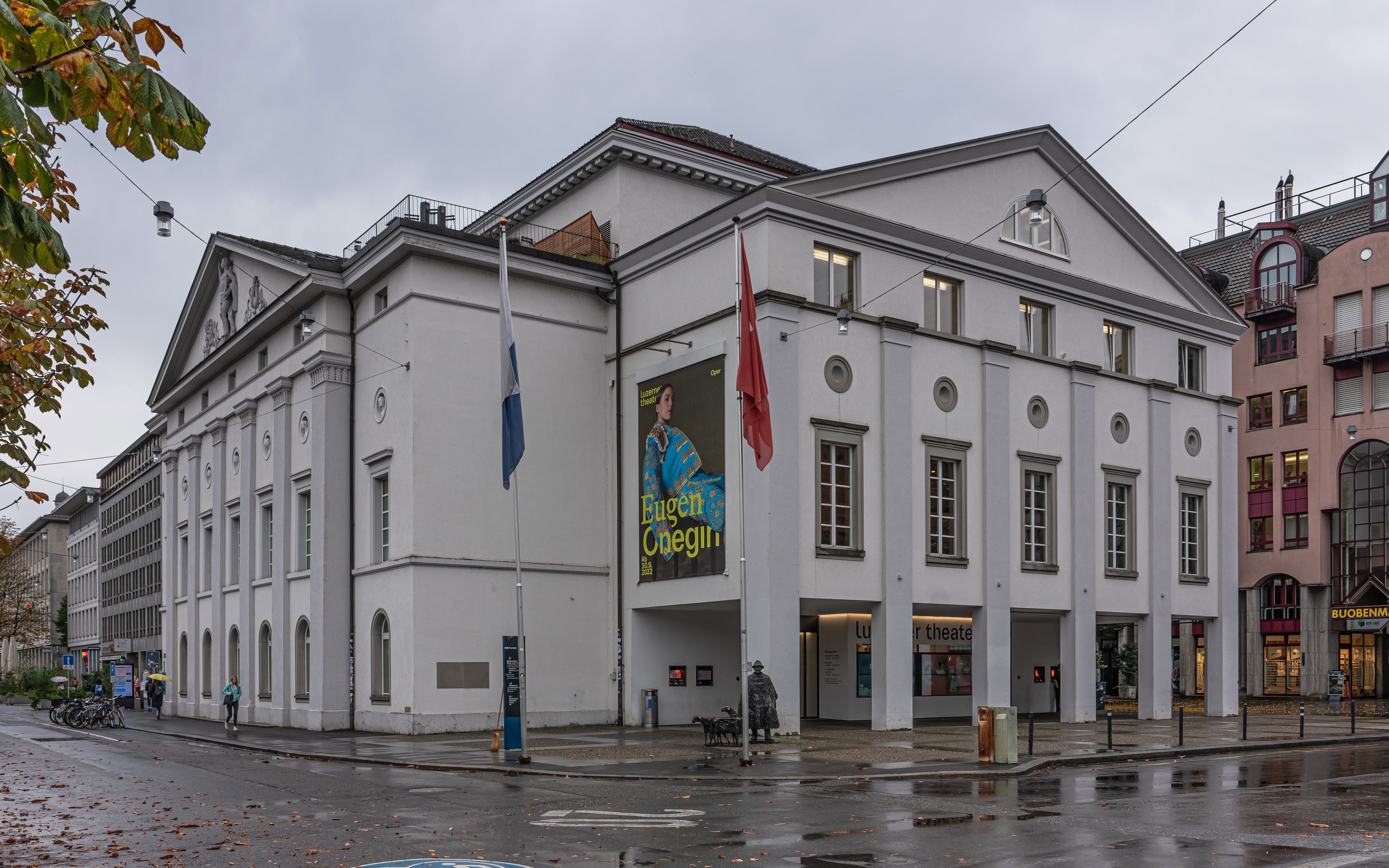
Il Teatro di Lucerna (Luzerner Theater)

Quando presero avvio i progetti per il nuovo Centro culturale e congressuale (KKL), verso la fine degli anni 1980, Lucerna trovò un equilibrio tra la cultura tradizionale e la cultura alternativa. Venne raggiunto il consenso su un compromesso culturale (Kulturkompromiss). I grandi centri di cultura tradizionale comprendono il KKL (che ospita una sala da concerto e il Museo d'arte), il Teatro di Lucerna (Luzerner Theater) e centri di cultura più piccoli come il Kleintheater ("Piccolo teatro"), fondato dal comico Emil Steinberger originario di Lucerna, e lo Stadtkeller, un ristorante musicale nel centro storico della città.

### Eventi
- Carnevale di Lucerna (Fasnacht): si svolge nelle date canoniche del carnevale di tradizione cattolica ed è uno degli appuntamenti più importanti della città di Lucerna;
- Festival di Lucerna (Musikfestwochen): uno dei più rinomati festival internazionali di musica contemporanea e classica d'Europa, si svolge dal 1938[3];
- Festival internazionale del fumetto: si svolge dal 1992[3];
- Festa della Città Vecchia (Altstadtfäscht): nell'ultimo fine settimana di giugno si festeggia la città vecchia[senza fonte];
- Blue Balls Festival: festival musicale che si tiene in estate portando jazz, blues e funk sul lungolago e nelle sale del Centro culturale e congressuale[26];
- Lucerne Blues Festival: festival musicale che ha luogo solitamente nel mese di novembre;
- Festival Rose d'Or per l'intrattenimento televisivo., si svolge dalla primavera del 2004;
- Festival del formaggio di Lucerna: si tiene annualmente[senza fonte].

## Geografia antropica

### Area metropolitana

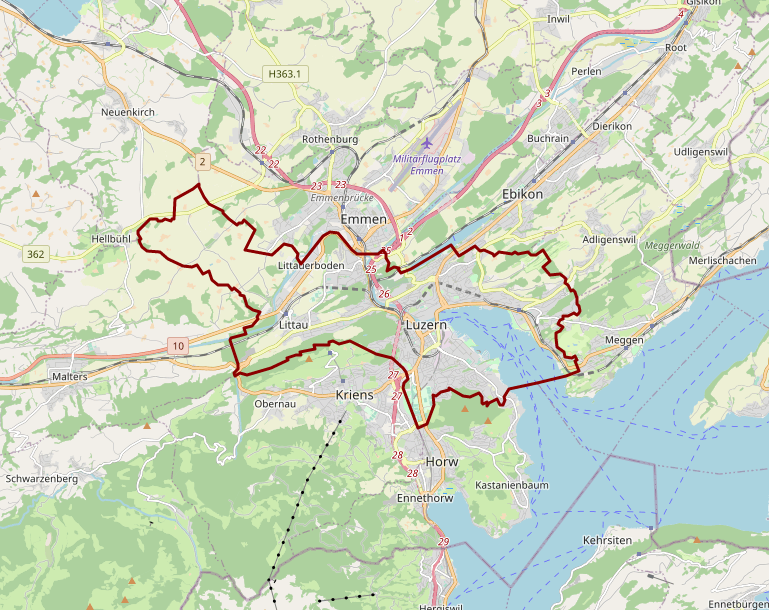
Mappa di Lucerna e delle zone limitrofe

L'area metropolitana di Lucerna comprende 19 città e comuni per un totale di circa 223 000 abitanti.

### Distretti e quartieri
La città di Lucerna è suddivisa in due distretti e sei circondari, a loro volta ripartiti in 27 quartieri:
| Distretto | Circondario       | Quartiere                |
| --------- | ----------------- | ------------------------ |
| Lucerna   | Rechte Seeseite   | Oberseeburg/Rebstock     |
| Lucerna   | Rechte Seeseite   | Würzenbach/Schädrüti     |
| Lucerna   | Rechte Seeseite   | Bellerive/Schlössli      |
| Lucerna   | Rechte Seeseite   | Halde/Lützelmatt         |
| Lucerna   | Rechtes Reussufer | Wesemlin/Dreilinden      |
| Lucerna   | Rechtes Reussufer | Maihof/Rotsee            |
| Lucerna   | Rechtes Reussufer | Hochwacht/Zürichstrasse  |
| Lucerna   | Rechtes Reussufer | Kantonsspital/Ibach      |
| Lucerna   | Rechtes Reussufer | Bramberg/St. Karli       |
| Lucerna   | Innenstadt        | Altstadt/Wey             |
| Lucerna   | Innenstadt        | Bruch/Gibraltar          |
| Lucerna   | Innenstadt        | Hirschmatt/Kleinstadt    |
| Lucerna   | Innenstadt        | Bahnhof/Werft            |
| Lucerna   | Innenstadt        | Neustadt/Voltastrasse    |
| Lucerna   | Innenstadt        | Unterlachen/Tribschen    |
| Lucerna   | Linke Seeseite    | Obergütsch/Untergütsch   |
| Lucerna   | Linke Seeseite    | Obergrund/Allmend        |
| Lucerna   | Linke Seeseite    | Sternmatt/Hochrüti       |
| Lucerna   | Linke Seeseite    | Langensand/Matthof       |
| Lucerna   | Linkes Reussufer  | Baselstrasse/Bernstrasse |
| Lucerna   | Linkes Reussufer  | Udelboden                |
| Lucerna   | Linkes Reussufer  | Reussbühl                |
| Lucerna   | Linkes Reussufer  | Ruopigen                 |
| Littau    | Littau            | Matt                     |
| Littau    | Littau            | Littau Dorf              |
| Littau    | Littau            | An der Emme              |
| Littau    | Littau            | Littauerberg             |

## Economia

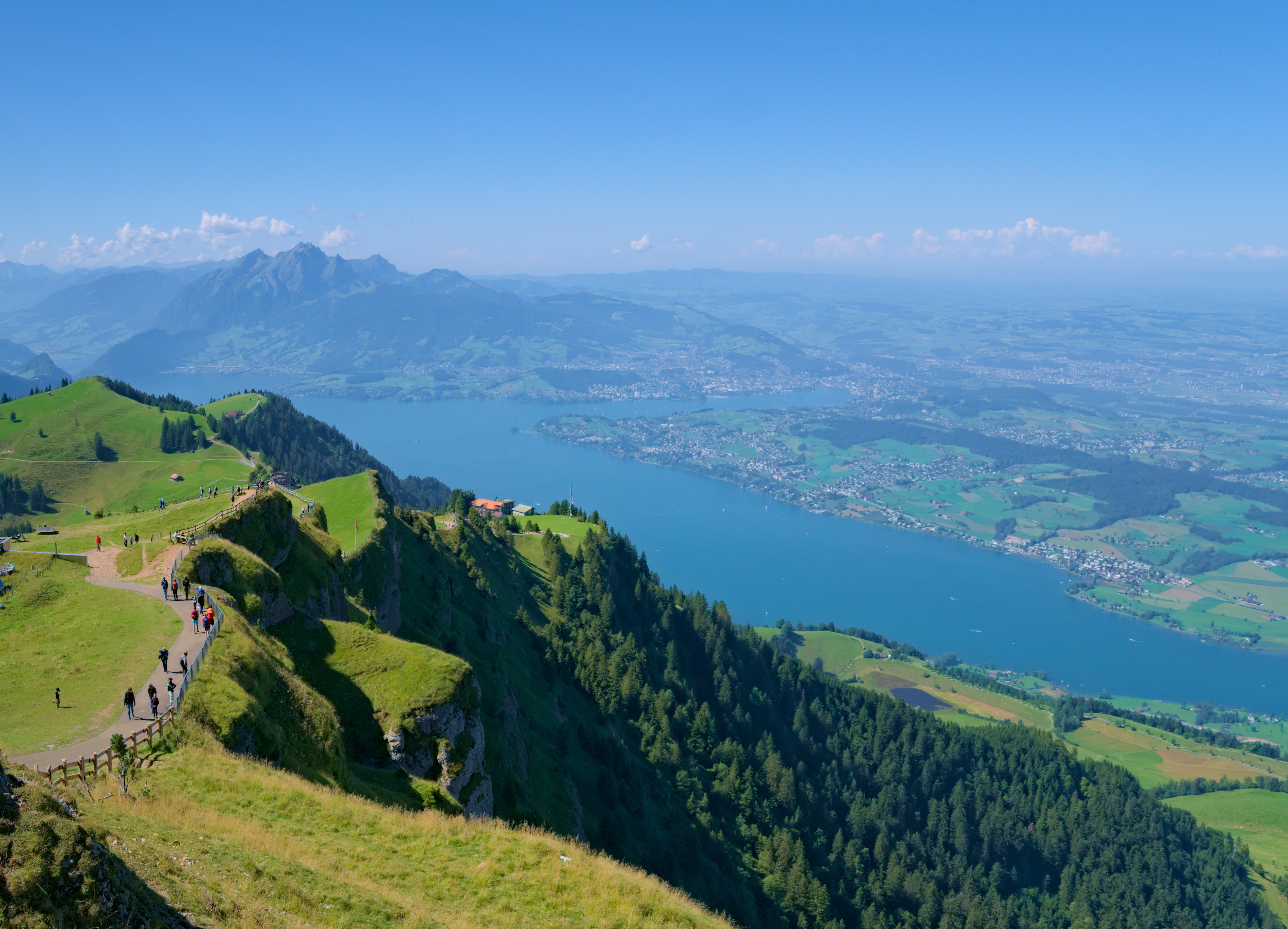
Lucerna, il lago dei Quattro Cantoni e il monte Pilatus visti dal monte Rigi

Lucerna con la sua area metropolitana è il principale centro economico della Svizzera centrale, principalmente nei settori del commercio, dei servizi, della cultura, dell'istruzione e della ricerca, ed è sede di alcuni istituti amministrativi nazionali; è inoltre rilevante meta turistica.
Lucerna ha un tasso di disoccupazione del 3%. Nel 2005 c'erano 134 persone impiegate e circa 21 aziende nel settore primario, 5 568 persone impiegate e 416 aziende nel settore secondario e 47 628 persone impiegate e 3 773 aziende nel settore terziario. Nel 2000 il 51,7% della popolazione del comune era impiegato in qualche modo e le donne rappresentavano il 47,9% della forza lavoro.

## Infrastrutture e trasporti

### Strade
Lucerna è servita dalle autostrade A2 (Basilea-Chiasso) e A14 (Lucerna-Zugo) e dalla strada principale 10 (Les Verrières-Berna-Lucerna).

### Ferrovie

Schema della rete celere nel 2021

La stazione cittadina, il cui fabbricato viaggiatori fu ricostruito dopo un incendio dallo studio Aumann und Baumann dove ha lavorato Santiago Calatrava, è capolinea delle ferrovie a scartamento ordinario per Berna, per Immensee, per Olten e per Zugo, oltre che della linea a scartamento ridotto del Brünig.
La città è al centro di una rete celere, complementare a quella di Zugo. I servizi suburbani sono effettuati dalle Ferrovie Federali Svizzere (FFS), ma alcune linee sono servite dalla BLS e dalla Schweizerische Südostbahn (SOB). Anche i servizi ferroviari regionali e interregionali sono svolti dalle FFS e dalla SOB, mentre quelli a lunga percorrenza consentono collegamenti tra Lucerna e Basilea, Francoforte sul Meno, Ginevra, Milano, Locarno, Lugano, San Gallo e Zurigo.
Lucerna è dotata anche di alcune stazioni ferroviarie minori:
- Luzern Verkehrshaus sulla linea per Immensee;
- Luzern Littau, già Littau, sulla linea per Berna;
- Luzern Allmend/Messe, sulla ferrovia del Brünig.

Il castello di Gütsch è raggiungibile da una funicolare.

### Mobilità urbana
La città è dotata di una rete autofiloviaria a servizio anche dei comuni vicini di Ebikon, Emmen, Horw, Kriens e Meggen. L'operatore principale è la Verkehrsbetriebe Luzern (VBL) affiancata da compagnie locali come l'Auto AG Rothenburg e la Rottal AG.
Le aziende locali affiliate a La Posta Svizzera effettuano servizi sulle autolinee extraurbane (autopostali) che collegano Lucerna ad altri comuni del cantone o di quelli vicini.
Sono presenti anche linee di battelli che collegano Lucerna alle principali località del lago dei Quattro Cantoni.

## Amministrazione comunale

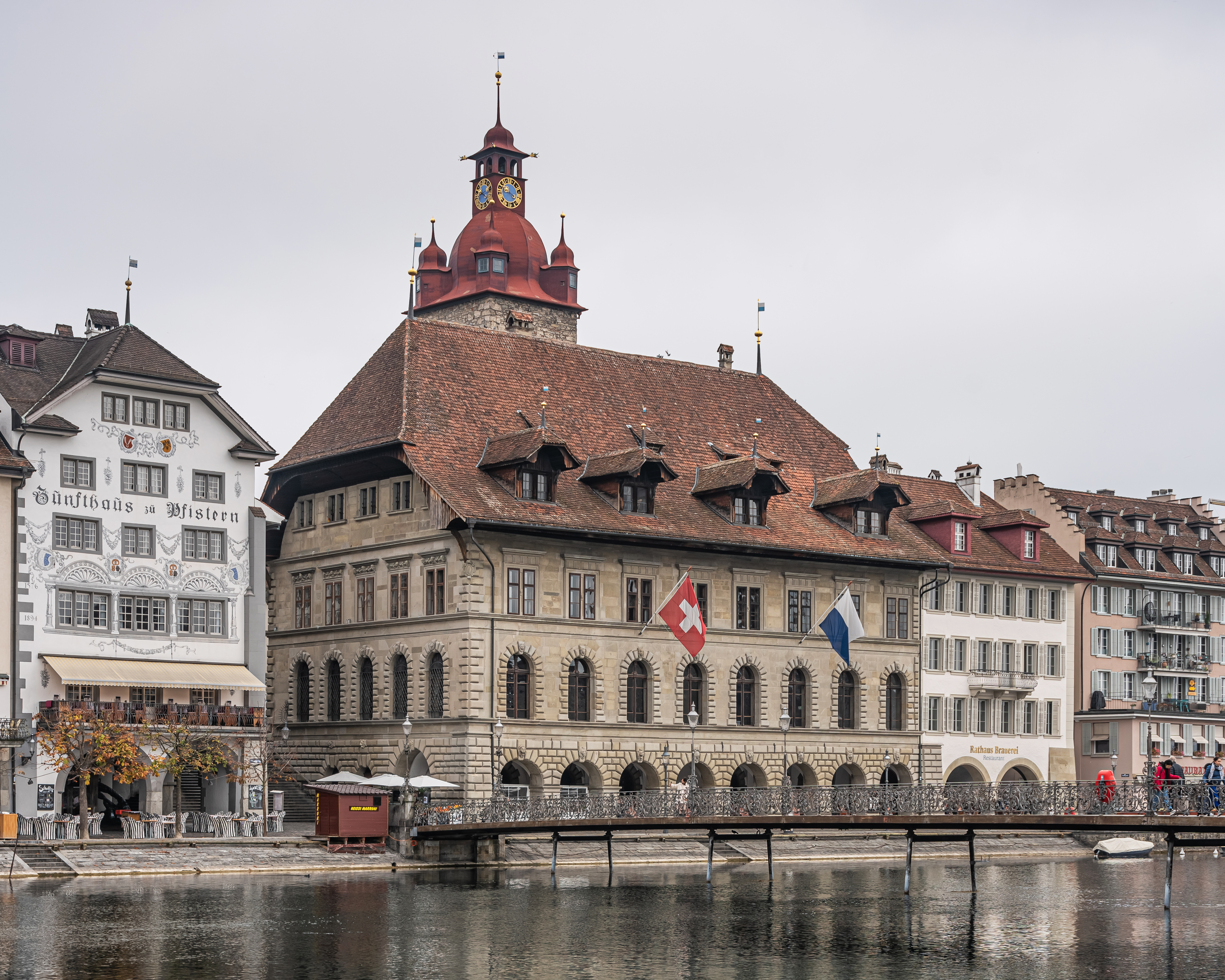
Il municipio (Rathaus)

L'amministrazione comunale è gestita dal sindaco (Stadtpräsident), dal consiglio (Stadtrat: potere esecutivo) e dal gran consiglio (Grosser Stadtrat: potere legislativo): quest'ultimo, costituito da 48 membri, tiene le sue riunioni il giovedì nel municipio e viene scelto ogni quattro anni col sistema proporzionale. Il comune patriziale è stato accorpato a quello politico nel 2000.

### Gemellaggi
Lucerna è gemellata con:
- Guebwiller, dal 1978
- Bournemouth, dal 1982
- Cieszyn, dal 1994[senza fonte]
- Olomouc, dal 1994
- Chicago, dal 1999
- Potsdam, dal 2002

## Sport

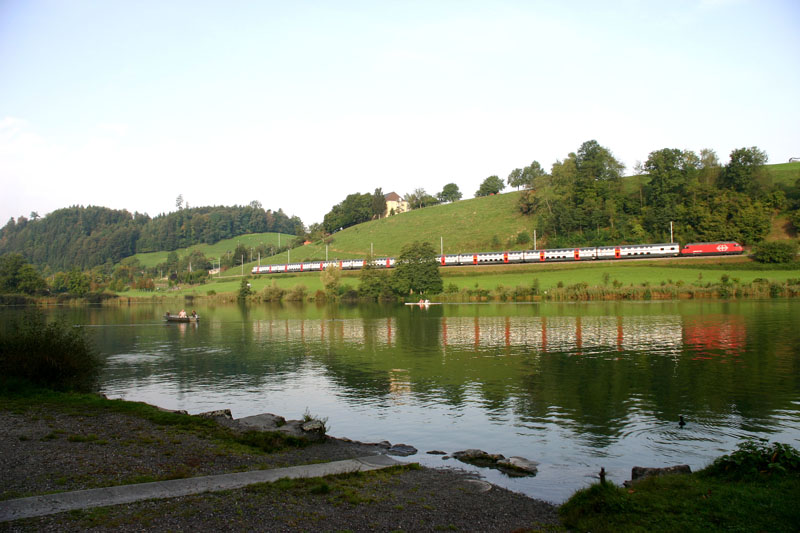
Il Rotsee

Lucerna ospita sul lago Rotsee quasi ogni anno una tappa della Coppa del mondo di canottaggio (spesso quella finale) ed è stata sede di quattro edizioni dei Campionati del mondo di canottaggio (nel 1962, il primo in assoluto, nel 1974, nel 1982 e nel 2001).
Avendo una forte tradizione per gli sport equestri, Lucerna ha organizzato in collaborazione con CSIO Svizzera una gara internazionale equestre di salto ostacoli; dal 2006 la gara si è trasferita nella città di San Gallo. Da allora, hanno luogo i Master Equestri di Lucerna. Inoltre c'è una gara annuale di ippica, che solitamente si tiene nel mese di agosto.
Nel 1926, nel 1948 e nel 2004 Lucerna ha ospitato il Festival svizzero di lotta libera e alpina (Eidgenössisches Schwing- und Älplerfest), competizione di lotta svizzera che si svolge ogni tre anni in una località diversa.

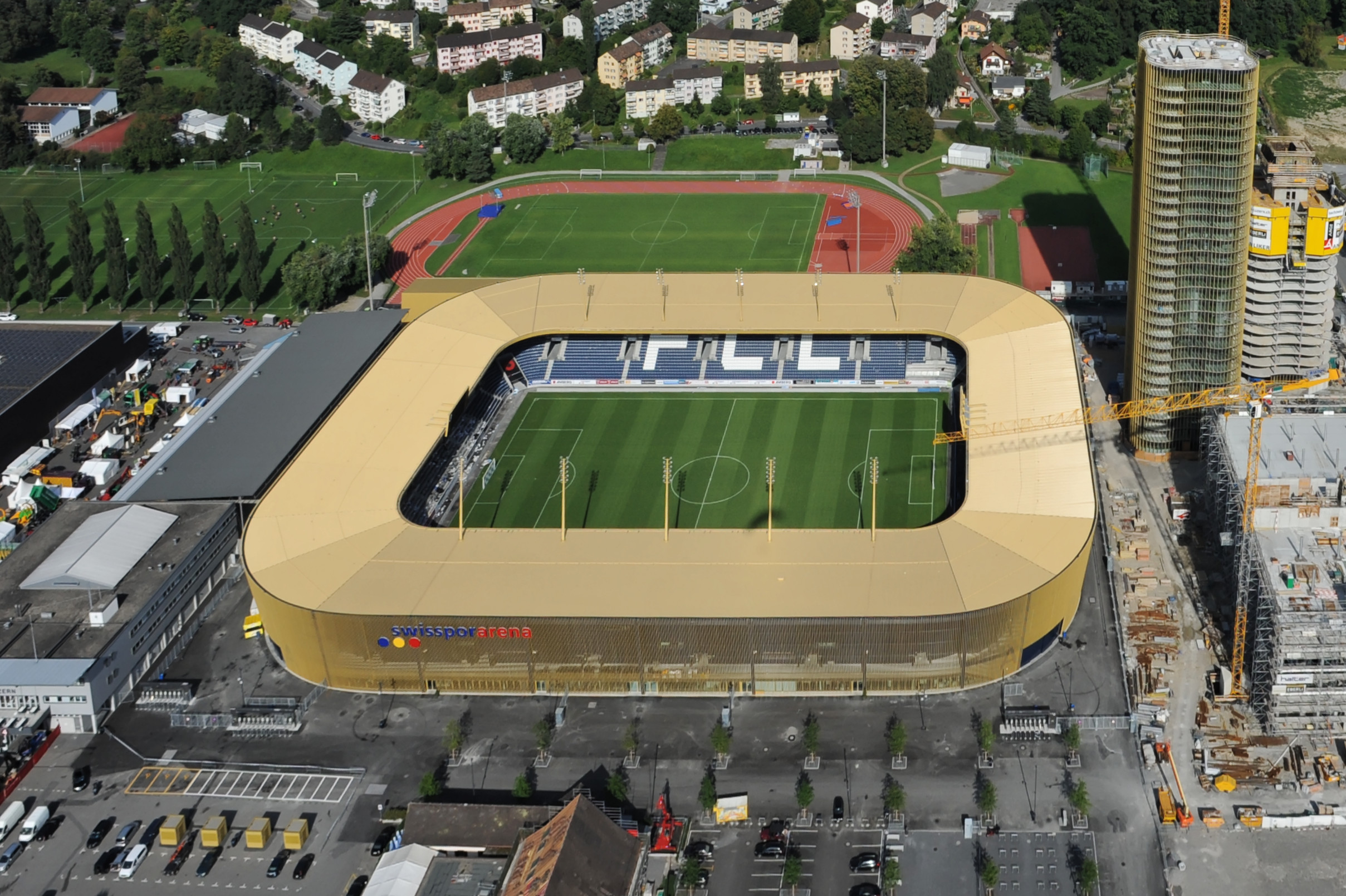
La Swissporarena

Tra le diverse squadre di calcio della città quella più titolata è il Fussball Club Luzern che milita nella Super League, il più alto livello professionistico del campionato svizzero di calcio. La squadra disputa le sue partite in casa presso il centro Swissporarena, che è stato completato nel 2011 e ha una capienza di 16 800 spettatori; nel complesso sono presenti anche una piscina coperta e impianti sportivi pubblici.
In città hanno sede le squadre di football americano Luzern Lions, di pallacanestro Swiss Central Basket, di pallamano HC Kriens-Luzern e di pallavolo Volley Luzern. Lucerna offre anche centri per l'hockey su ghiaccio, il pattinaggio di figura, il golf, il nuoto, il rugby, lo skateboard, l'arrampicata e altri sport.